# Shunkan
Shunkan (俊寛) (c. 1143 – 1179) est un moine bouddhiste japonais qui, après avoir participé au complot de Shishigatani pour renverser Taira no Kiyomori, est exilé avec trois complices dans l'île de Kikai-ga-shima. Son histoire est rapportée dans le Heike monogatari et un certain nombre d’œuvres dérivées, dont la pièce du théâtre nō Shunkan et la pièce de jōruri Heike Nyogo-ga-shima. Deux auteurs du XXe siècle, Kan Kikuchi et Ryūnosuke Akutagawa ont aussi créé des œuvres intitulées Shunkan.

## Biographie
Shunkan est membre de la branche Murakami Genji du clan de samouraï Minamoto et le fils de Hōin Kanga, prêtre du temple bouddhiste Ninna-ji. Il sert l'empereur Go-Shirakawa comme proche assistant et est associé au temple Hōsshō-ji.
En 1177, il s'entretient avec un certain nombre d'autres conjurés en secret dans sa villa de montagne à Shishigatani (certaines sources, comme le Gukanshō, rapportent que la villa appartient à quelqu'un d'autre), et complote pour renverser le Daijō daijin Taira no Kiyomori qui, avec d'autres membres du clan Taira, domine et contrôle le gouvernement impérial. Le complot est découvert avant qu'aucune démarche ne soit entreprise et Shunkan est exilé, avec Fujiwara no Narichika, Fujiwara no Naritsune, le fils de Narichika et Taira no Yasunori sur une île appelée Kikai-ga-shima, au sud de la province de Satsuma du Kyūshū. Il y a un débat quant à savoir si c'est ou non au même endroit que l'île qui porte aujourd'hui le nom Kikai.
Plus tard cette même année, selon le Heike monogatari, quand l'épouse impériale Taira no Tokuko est enceinte du futur empereur Antoku et éprouve des difficultés, son père Kiyomori, accorde l'amnistie à Yasuyori et Naritsune afin d'apaiser les esprits en colère dans l'espoir de soulager la douleur de sa fille. Shunkan est donc laissé seul sur l'île, le quatrième exilé, Narichika, ayant été exécuté par les Taira quelque temps auparavant.
Il est retrouvé deux ans plus tard, en 1179, par un moine de son temple du nom d'Ariō qui lui apporte une lettre de sa fille (à lui Ariō). Ayant déjà sombré dans un profond désespoir pendant son temps seul sur l'île, Shunkan lit la lettre et prend la décision de se suicider. Il refuse la nourriture et meurt de faim. Ariō apporte alors les cendres et les os du moine dans la capitale.

## Ashizuri
La manière dont Shunkan traîne ses pieds sur la plage est appelée ashizuri. Son attitude après qu'il est délaissé est souvent décrite comme enfantine et comme s'il avait un accès de colère. Durant les premières années, il est souvent dépeint comme un enfant dans les illustrations et l'idée que la crise de colère de Shunkan est enfantine persiste pendant des années. Toutefois, une plus grande attention est accordée au ashizuri. En fait, chaque variation et traduction du Heike monogatari reste cohérente en ce qu'une grande attention est prêtée au ashizuri de Shunkan. Cette habitude de traîner les pieds qu'a Shunkan après avoir été laissé sur l'île est notable pour être similaire à des techniques utilisées dans le théâtre kabuki.
Shunkan est une figure qui apparaît souvent dans le théâtre kabuki, habituellement en gravures et en séries, surtout celles de l'école Utagawa. Dans le kabuki, le motif des esprits vengeurs est souvent lié aux trainement ou glissement des pieds, appelé ashizuri. Aussi les trainements de pied de Shunkan après qu'il a été laissé à Kikagaishima quand ses compagnons sont libérés sont-ils souvent repris dans le théâtre kabuki.

## Postérité
L'emplacement actuel de l'île de Kikai n'est pas clair mais elle est peut-être l'une des trois suivantes :
- Iōjima (Kagoshima) : Une statue de bronze de Shunkan a été érigée en mai 1995. Fait partie de la caldeira de Kikai.
- Kikai (Kagoshima) : Contient une tombe et une statue en bronze de Shunkan. Selon Suzuki Hisashi, l'anthropologue qui a examiné la tombe, les ossements trouvés étaient des os de crâne à face longue appartenant à un noble ce qui suggère qu'ils appartiennent à une personne d'une classe supérieure extérieure à l'île.
- Iōjima (Nagasaki) : Contient une tombe de Shunkan.

## Source de la traduction
- (en) Cet article est partiellement ou en totalité issu de l’article de Wikipédia en anglais intitulé « Shunkan » (voir la liste des auteurs).